# Бодунова, Полута Александровна
Полу́та (Пелаге́я-Поли́на) Алекса́ндровна Бодуно́ва (бел. Палута Аляксандраўна Бадунова; 7 сентября 1885, Новая Белица, Могилёвская губерния — 29 ноября 1938, Минск) — деятель белорусского национального движения, министр правительства Белорусской Народной Республики, секретарь центрального комитета партии белорусских эсеров. 25 мая 1938 года приговорена к высшей мере наказания за «деятельность в Объединенном антисоветским подполье». 29 ноября 1938 года расстреляна в Минске. В 1989 году реабилитирована.

## Биография
Пелагея Бодунова родилась 7 сентября 1885 года в местечке Новобелица Гомельского уезда Могилёвской губернии (ныне — в составе города Гомель) в мещанской семье. В 20 лет окончила Буйничское учительское училище по специальности домашней учительницы русского языка и географии. Преподавала с 1905 по 1912 года в сельских школах Гомельского уезда, затем в земском училище местечка Уть.
В 1917 году Бодунова училась в Петрограде на Высших историко-литературных курсах. Она вступила в Белорусскую социалистическую громаду и после Февральской революции была избрана в Петросовет. Летом 1917 года Бодунова уезжает на родину, чтобы пропагандировать идеи белорусского национально-освободительного движения. Осенью 1917 года была сформирована Великая белорусская рада, в руководство которой вошла Бодунова. Во время подготовки Всебелорусского национального конгресса занималась вопросами беженцев и инвалидов. Работа конгресса была прервана большевиками, оппозиционные депутаты перешли на нелегальное положение.
После провала брестских переговоров с Германией и ухода большевиков из Минска сторонники национального государства вновь взяли власть в свои руки и сформировали временное правительство — Народный секретариат. Бодунова стала единственной женщиной в его составе, взяв на себя вопросы опеки. Как член правительства, стала основателем Белорусской Народной Республики. В новообразованной Раде БНР Бодунова вошла в ориентированное на внутренние силы левое крыло, противостоящее прогерманскому правому.
В 1918 году из-за разногласий по поводу отношения к Германии Белорусская социалистическая громада распалась на три партии. Бодунова примкнула к Белорусской партии социалистов-революционеров стала секретарём центрального комитета. Новая партия отстаивала национальный суверенитет, интересы крестьянства и пролетариата, выступала за национализацию земли и предприятий. Ею был выдвинут лозунг борьбы как против Германии, так и против Советской России. Действия советского правительства: присоединение Могилёвской и Витебской губерний к РСФСР, создание Литовско-Белорусской Советской Социалистической Республики — усилили антибольшевистские настроения партии и склонили в сторону Польши, которая предлагала широкую автономию единому белорусскому образованию. Однако после оккупации Польшей территории Белоруссии стал понятен захватнический характер намерений западного соседа, и белорусские эсеры начали борьбу против польского вторжения. В Минске был создан Повстанческий комитет, который возглавила Полута Бодунова. Вскоре она была арестована, а после освобождения выехала в Литву. Белорусские эсеры оказались на нелегальном положении на всей территории Белоруссии: и на советской, и на польской.
В сложившейся обстановке белорусские эсеры присоединились в антипольской борьбе к большевикам. В переговорах в Смоленске, на которых рассматривался этот вопрос, Бодунова принимала активное участие. Но успех в противостояние Польше вывел на первый план прежний вопрос: о белорусской государственности. Чтобы разрешить противоречия, Бодунова направилась в Москву во главе специальной делегации. По результатам переговоров удалось укрепить военный союз, но будущее Белоруссии предстояло определить после победы над поляками. В июле 1920 года в Минске была провозглашена Советская Социалистическая Республика Белоруссия, в состав которой включили 6 уездов Минской губернии, что не устраивало эсеров, и началось их открытое противостояние с большевиками. Чрезвычайная комиссия провела аресты активистов, в их числе оказалась и Бодунова. Она провела в заключении полгода, и только ходатайство члена ЦК КП (б) Белоруссии Александра Червякова позволило ей вернуться в Минск. Попытки объединить несогласных с политикой партии эсеров пойти на уступки большевикам не увенчались успехом, и Бодунова решила эмигрировать. В 1923 году она нелегально пересекла польскую границу и после трёхмесячного заключения добралась до Праги.
В Праге Бодунова оказалась втянута в конфликт среди политэмигрантов, оказавшись в оппозиции к прежним сторонникам, в том числе Томашу Грибу, и после обращения советских белорусских властей возвращаться, она решила ехать. Бодунова вернулась в Минск в 1926 году, а с 1930 года жила в Гомеле. При этом она оставалась непримиримой в отношении советской власти, а потому оставалась под надзором. В 1932 году она попыталась вновь выехать за рубеж, обратившись в Международную организацию помощи революционерам, но получила отказ. 3 сентября 1937 года, за открытую критику строя, Бодунова была арестована и приговорена к 10 годам исправительно-трудовых лагерей. Но через полгода, 25 мая 1938 года, уже находясь в тюрьме в Минске, она по делу антисоветского подполья в Белоруссии получила новый приговор, на этот раз смертный (расстрел). В основу легли показания самой Бодуновой, предположительно, данные под пытками. Приговор был приведён в исполнение 29 ноября 1938 года.

## Личная жизнь
У родителей Полуты Бодуновой было семеро детей: два сына и пять дочерей. Оба сына, Александр и Данила, получили высшее образование в Петербургском университете. Сестра Полуты, Мария, как и она стала учительницей. Другая сестра, Анатолия, — мать Героя Советского Союза Георгия Склезнёва.
Фактическим мужем Полуты Бодуновой был Томаш Гриб, министр земледелия Белорусской Народной Республики и соратник по Белорусской партии эсеров, с которым она сошлась в 1917 году.
По мнению современников, у Полуты Бодуновой был литературный талант. Тетради стихов Бодуновой были изъяты при аресте и, по-видимому, уничтожены.